# La dulce Ermengarde
La dulce Ermengarde (título original en inglés: Sweet Ermengarde: Or, the Heart of a Country Girl) es una breve historia cómica del escritor estadounidense de terror H. P. Lovecraft bajo el seudónimo de "Percy Simple".
Como comedia es una curiosidad de sus primeros escritos, y probablemente fue escrita entre 1919 y 1921; los estudiosos de Lovecraft afirman que es "la única obra de ficción de HPL que no puede ser fechada con precisión". Fue publicada por primera vez en la colección de Arkham House Beyond the Wall of Sleep (1943).

## Argumento
La historia es una parodia del melodrama romántico, centrada en Ethyl Ermengarde Stubbs y sus relaciones con el villano titular hipotecario, el esquire Hardman, el posible rescatador Jack Manly y el prometido Algernon Reginald Jones.
An H. P. Lovecraft Encyclopedia sugiere que un objetivo más preciso para la sátira de Lovecraft era el escritor Fred Jackson, cuyas novelas a menudo "tienen exactamente el tipo de inverosimilitud de la trama y el sentimentalismo de la acción que se parodia en Sweet Ermengarde".

## Recepción
An H. P. Lovecraft Encyclopedia describe la historia (junto a Una semblanza del Doctor Johnson e Ibid) como integrante de una trilogía de "gemas cómicas" de Lovecraft.